# Rudolf Bruner-Dvořák
Rudolf Bruner-Dvořák, též Brunner (2. července 1864 Přelouč – 30. října 1921 Praha), byl český fotograf, zakladatel žurnalistické fotografie a průkopník fotografické reportáže v českých zemích, na přelomu století nejvýznamnější osobnost fotografie v českých zemích. Díky vztahu s následníkem trůnu fotografoval jeho rodinu, zajímal se však i o události od katastrof po sportovní akce. V období 1904–1910 patřil mezi kmenové autory nejvýznamnějšího obrazového časopisu v češtině Českého světa. Roky 1907–1910 jsou považovány za vrchol jeho fotografické aktivity, poté už se fotografování věnoval méně. Válka a poválečné uspořádání poměrů do určité míry uspíšily jeho konec.

## Raná léta
Rudolf Bruner-Dvořák se původně jmenoval Rudolf Bruner. Z vlasteneckých důvodů si však změnil jméno na Rudolf Bruner-Dvořák. Změna příjmení byla úředně povolena v roce 1919, do té doby se jednalo o přezdívku (Brunner vulgo Dvořák) nebo umělecký pseudonym (R. Bruner–Dvořák).
Narodil se ve východočeské Přelouči 2. července 1864. Pocházel z rodiny přeloučského krejčího Václava Brunera a jeho manželky Anastazie, rozené Novákové. Měl jedenáct sourozenců. Rodina se do určité míry vymykala běžným společenským konvencím té doby. Zatímco matka byla katolička, otec byl helvetského vyznání a syn byl pokřtěn jako katolík. Otec v rodině pěstoval silný smysl pro vzájemnou výpomoc a odpovědnost každého jejího člena k celku. Všichni sourozenci žili bez životních partnerů pospolu jako „velká rodina“ až do konce svých životů.[zdroj?] Rudolf Bruner-Dvořák měl fyzický handicap. V sedmnácti letech spadl ze stromu, zlomil si lopatku a to ho trvale poznamenalo. Zraněná lopatka mu vytvořila hrb. Nikdy ho ale neprovázely kvůli jeho zjevu komplexy.

## Fotografická kariéra

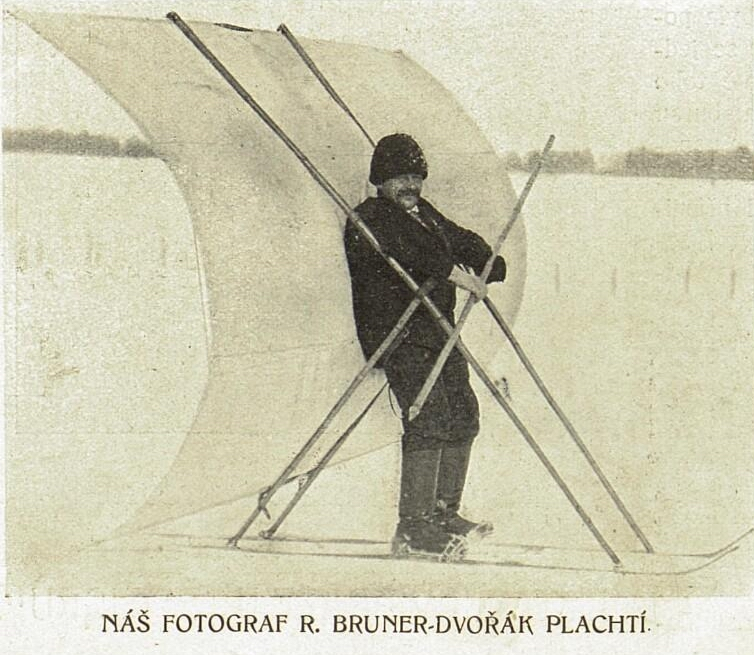
Rudolf Bruner-Dvořák na lyžích (Český svět, 1905)

Po vyučení u věhlasného mnichovského fotografa Carla Teufela, od něhož v roce 1887 získal potvrzení, že je schopen samostatného podnikání „ve všech způsobech“ fotografie, si v Přelouči založil portrétní ateliér. Rutinní ateliérová práce mu však neposkytovala příliš uspokojení. Soustředil se na „zpravodajskou fotografii“. To bylo odvážné, protože to předpokládalo spolupráci s časopisy a novinami, kam fotografie teprve pronikaly. Celá rodina byla Rudolfovi oporou a kvůli fotografování se přestěhovali do Prahy.[zdroj?] Z tohoto období je dochováno mnohem více fotografií než z Přelouče.
Na rozdíl od většiny ostatních kolegů se začal specializovat na zakázky mimo ateliér. Největším zvratem kariéry byla Jubilejní výstava, konaná během roku 1891. Jeho snímky se poprvé objevily ve výstavním deníku Praha a svým způsobem se jednalo o senzaci, neboť zachytil nehodu balónu Kysibelka. Od té doby se jeho fotografie na stránkách časopisu objevovaly pravidelně. Na Jubilejní výstavě snad nejvíce Rudolfa fascinovaly balónové lety. Soubor jejich snímků s vygradováním děje se označuje za první skutečnou fotografickou reportáž v Česku. Na výstavišti fotografoval také císaře. Postupně se ke zpravodajským snímkům přidávaly další náměty např. cvičení hasičů, cvičení sportovců, záběry architektur, interiéry.
Orientace na náročnou a finančně riskantní momentní fotografii se ukázala být správná a Rudolf Bruner-Dvořák začal být brzy považován za nejvýznamnějšího odborníka v této oblasti. Dne 20. prosince 1891 mu bylo schváleno používání titulu „Momentní fotograf Jeho císařské a královské Výsosti Nejosvícenějšího pana arcivévody Františka Ferdinanda Rakouského z Este“. Začal následníka trůnu doprovázet na honech, při zábavách ve Sv. Mořici. Fotografoval jeho rodinu i ve vysloveně rodinných situacích. Snímky zachycující Ferdinandovy děti při hrách jsou přirozené a nenucené. Podobně nekonvenčně a nestrojeně zachycoval také žertovné situace při lovu nebo třeba i při manévrech. Prvorozenou dceru Ferdinanda d’Este fotografoval již asi 14 dnů po narození. Díky vztahu s budoucím císařem fotografoval v devadesátých letech zámky Ferdinanda d’Este na Konopišti a v Chlumu u Třeboně, Rudolfu Lichtensteinovi exteriéry i interiéry na Hluboké. Na panství Nosticů Rudolf Bruner-Dvořák již v první polovině devadesátých let fotografoval koně, kteří se objevují jako jedno z hlavních témat po celou dobu jeho fotografické dráhy.
Rudolf Bruner-Dvořák neasistoval jen při akcích šlechty a armády. Snímky reprodukované ve Světozoru v roce 1893 naznačují další zájmovou sféru. Byly to události od katastrof po sportovní akce. Národopisná výstava, jež byla celonárodní akcí významem srovnatelnou s Jubilejní výstavou, přivedla Rudolfa k tématům života na vesnici, k němuž se čas od času vracel i později. K nejpozoruhodnějším dokumentům v tomto směru patří záběry romské rodiny.
Časopis Český svět byl nejvýznamnější obrazový časopis v češtině před první světovou válkou. V letech 1904–1910 patřil Rudolf Brunner-Dvořák mezi kmenové autory. Do časopisu dodával fotografie z cest. Roky 1907–1910 byly vrcholem jeho fotografické aktivity. Na přelomu století se díky svému vybavení stal mnohem všestrannějším fotografem, což vedlo k větší tematické pestrosti a prohloubení techniky a stylu jeho práce.
Následovaly první tematické snímky z Bosny a Srbska. Cesty na Balkán ho přivedly k zájmu o fotografování všedních motivů z ulice. Byl zejména fascinován trhem. Orient ho přivedl k trochu jinému stylu práce než dříve. Mnohdy fotografoval zcela nenápadně, jako přímá součást davu. Zachycení všednosti a každodennosti bylo tehdy v české fotografii mimořádnou věcí a nalezne se spíše u amatérů. Patrně žádný jiný autor tehdy nefotografoval v této části Balkánu tak často. Na svých cestách po Balkáně objevil Plitvická jezera a především soustavu jeskyň Postojna.
Dalším novým tematickým okruhem, který souvisel s technickou dokonalostí, s technickým zvládnutím fotografického problému, bylo fotografování interiérů továren.
Je rovněž autorem několika inscenovaných fotografických výjevů, s jejichž kompozicí mu pomáhal bratr, malíř František Dvořák.

## Závěr života a odkaz
Po roce 1910 se fotografování věnoval méně než dříve. O jeho fotografické činnosti za války nejsou žádné zprávy. Válka a poválečné uspořádání poměrů do určité míry uspíšily jeho konec. Stárnoucí fotograf se jako zemský vlastenec cítil zklamaně. Dne 30. října 1921 zemřel ve věku 57 let v ústraní a zapomenut. Žádné noviny ani fotografický tisk nevěnovaly zprávě o skonu velikána české fotografie ani řádku, s výjimkou Společenstva českých fotografů, které vyzvalo formou placené inzerce k účasti na jeho pohřbu. Nejen proto, že jeho velikost nikdo v té době nevnímal, ale také proto, že byl velkým fotografem šlechty a především osoby, která v té době byla přímo ztělesněním c.k. monarchie – Ferdinanda d’Este.[zdroj?]
Dědicem fotografického díla a celého závodu se stal mladší bratr Jaroslav Bruner-Dvořák narozený 15. listopadu 1881. U Rudolfa se vyučil fotografem a asistoval při některých zakázkách. Někdy kolem roku 1905 začal být pověřován k samostatné práci. V roce 1914 se mu podařilo zaznamenat událost celosvětového významu – Atentát na Františka Ferdinanda d'Este. Jaroslav zemřel 2. dubna 1942 v Praze. Firma Bruner-Dvořák zanikla.

## Vydané soubory
- J. Preiss – Český průmysl textilní slovem i obrazem (pohledy do interiérů textilních továren), Praha, 1908.
- Adelsberger Grotte – soubor 195 snímků z Balkánu (Plitvická jezera a soustava jeskyň Postojna), Praha, 1909.
- Soubor fotografií vyšel i na pohlednicích prodávaných ještě po roce 1918.
- Pavel Körbr – Obrazy z honů (pohledy na zámky, lovecké zámečky, lesní partie apod.), Praha, nedatováno (kolem 1910).
- K. Šulc – Zajatá krása (soubor ze života koně, mlčenlivého přítele člověka), Unie, Praha, 1946.
- 1904–1910 – pravidelné přispívání do časopisu Český svět.

## Výstavy
- Krásné časy. Rudolf Bruner-Dvořák, momentní fotograf. Spoluautor J. Hozák. Národní technické muzeum, Praha 1995.
- Rudolf Bruner Dvoržak: Putovanja na jug. Balkanom u osvit XX veka Galerie Artget, Beograd 20. 11. – 30. 12. 2003.

## Galerie

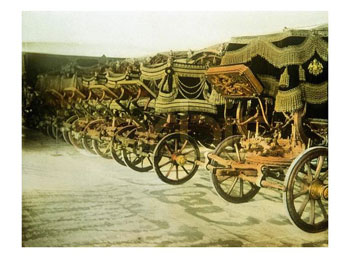
Rudolf Bruner-Dvořák: Císařské kočáry (kolorováno)
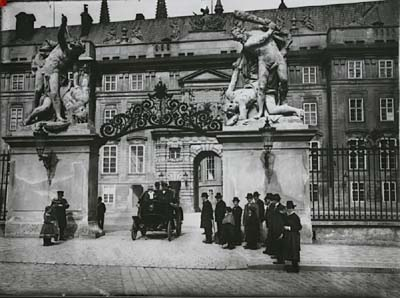
Rudolf Bruner-Dvořák: Pražský hrad
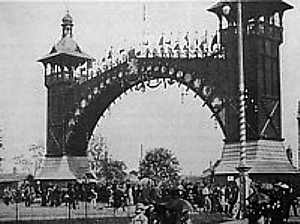
Rudolf Bruner-Dvořák: Vstupní brána na Jubilejní výstavu 1891
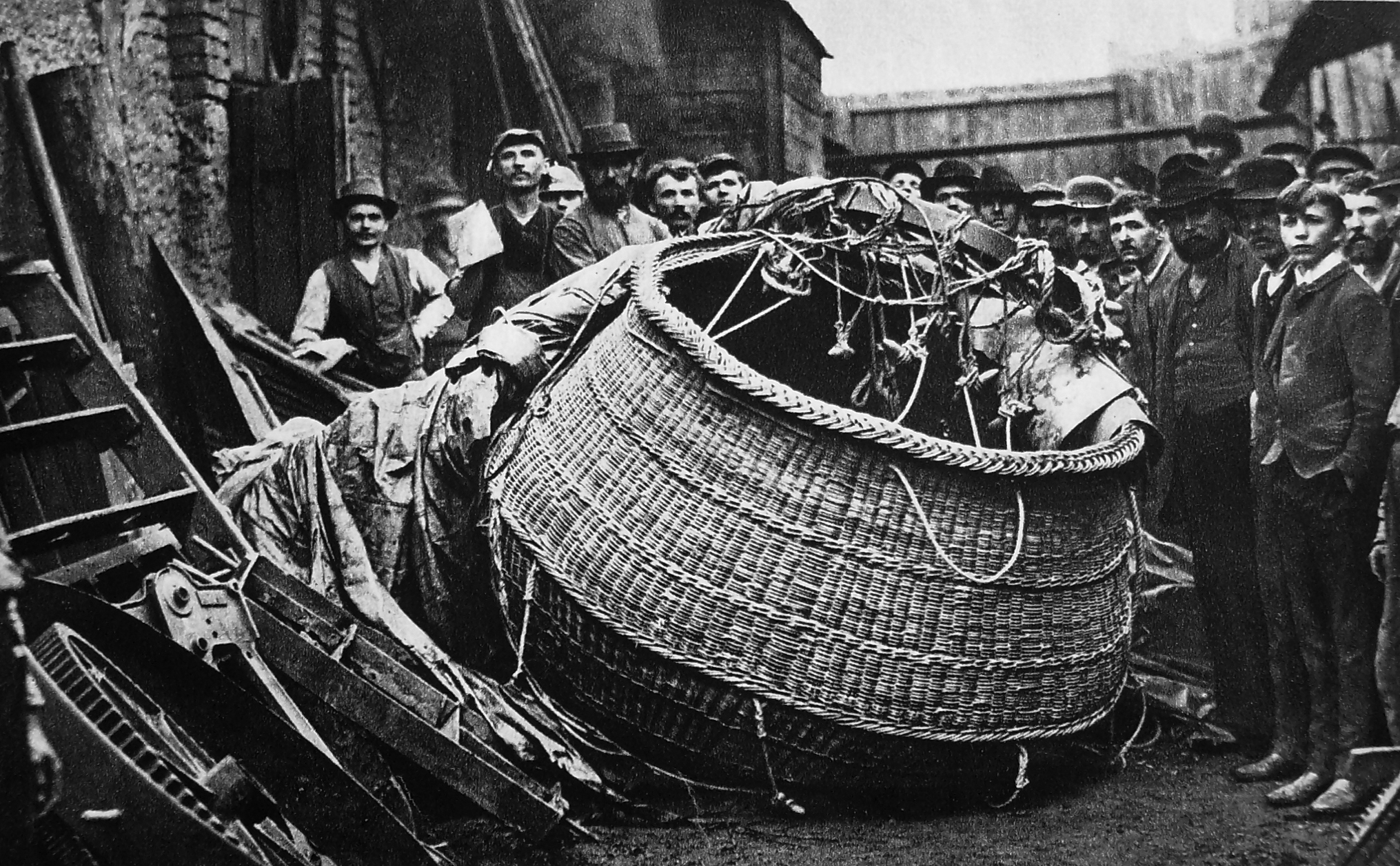
Rudolf Bruner-Dvořák: Pád balonu Kysibelka
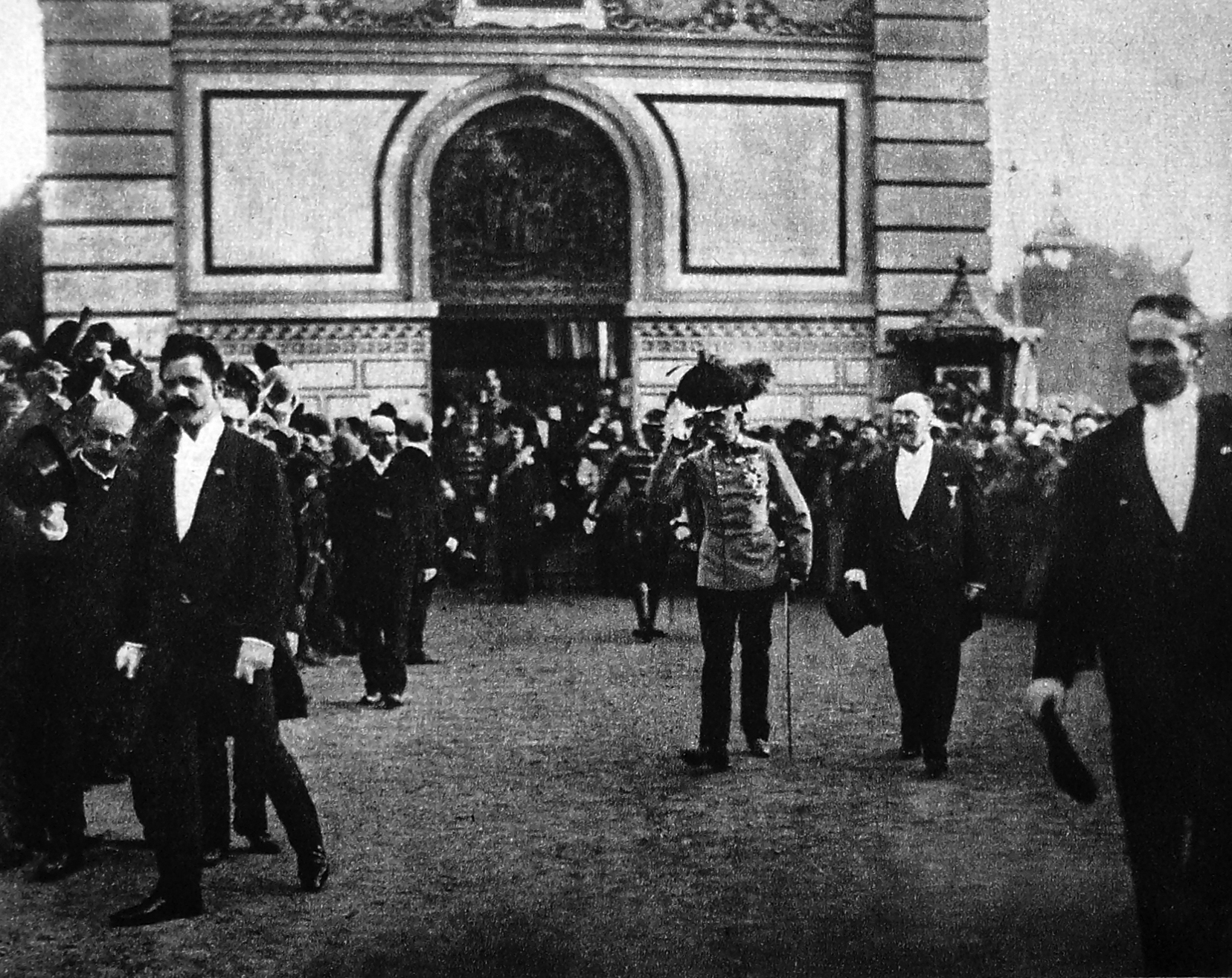
Rudolf Bruner-Dvořák: Císař František Josef I. na Jubilejní výstavě v roce 1891
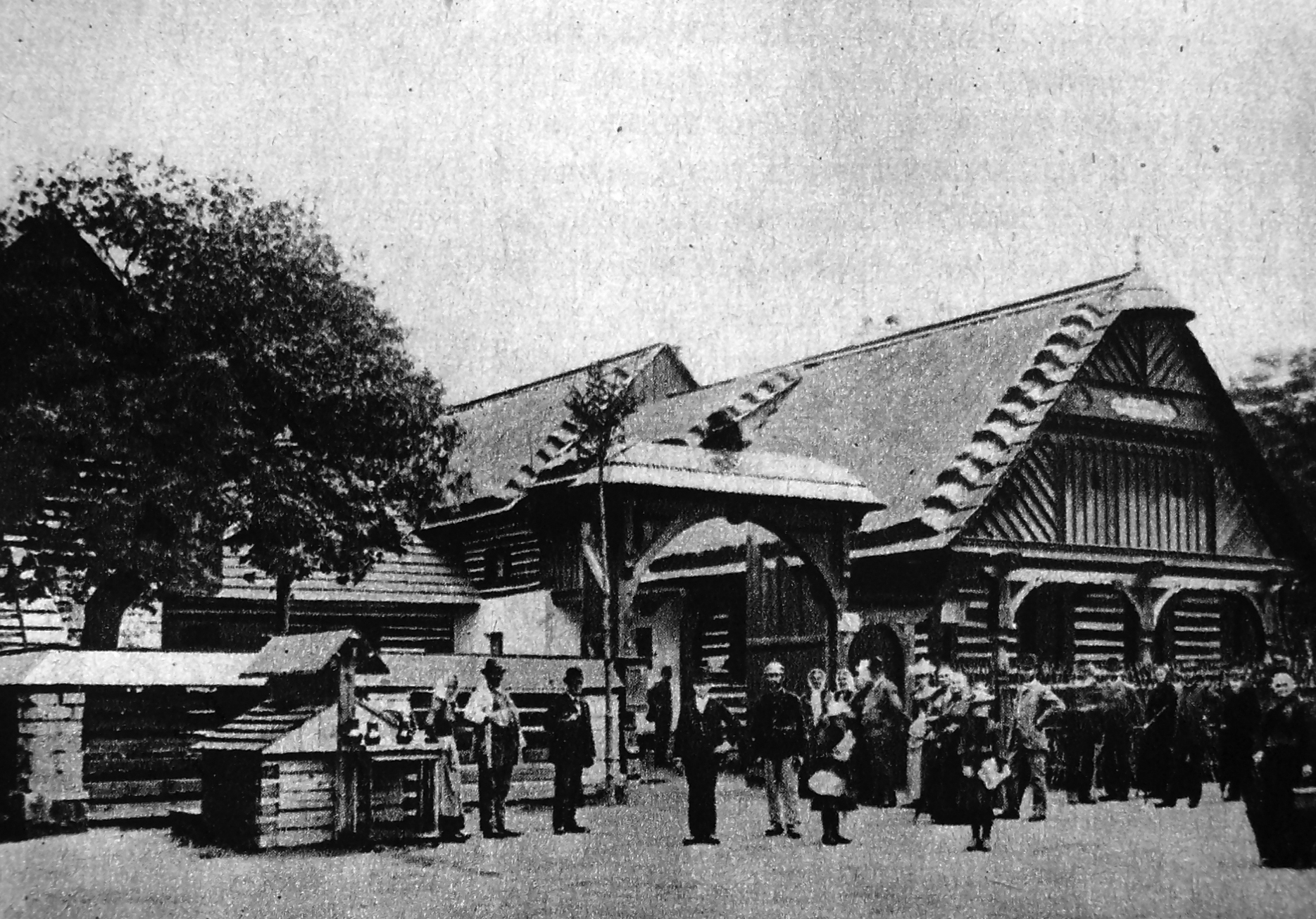
Rudolf Bruner-Dvořák: Staročeská chalupa na Jubilejní výstavě